# アラビア語ジジェル方言
アラビア語ジジェル方言はアラビア語の口語（アーンミーヤ）のひとつで主にアルジェリア北東部のジジェル県で話されているが、隣のスキクダ県やミラ県でも話されている。また、この方言は他のアルジェリア東部周辺の方言と大きく離れている。この方言が現在にも生き残ったのは、地理的な隔絶があったことによるもので、山岳地帯が広がっており他地域との交流が困難であったからといわれている。
ジジェル方言は先ヒラル方言の生き残りであり、これは西暦600年から700年にかけての最初のアラブ人イスラム教徒の侵略によってもたらされたものである。西暦1000年以降のアラビア半島の遊牧民ベドウィンの部族バヌーヒラルが北アフリカに住み着いたことから、マグリブ地域に大きな影響が与えられ、それが言語にもおよび、この方言といくつかの方言以外はベドウィンの方言とかなり混ざることとなった。先ヒラルとはバヌーヒラルが来る前という意味である。